# Hoge Blekker
De Hoge Blekker is een natuurreservaat in de Belgische kustgemeente Koksijde. Het ligt langs de weg tussen Koksijde-Bad en Koksijde-Dorp.
Het domein is 18 ha groot en maakt deel uit van een omvangrijk duincomplex waartoe ook de Schipgatduinen en de Doornpanne behoren. Het gebied is Europees beschermd als onderdeel van Natura 2000-gebied 'Duingebieden inclusief IJzermonding en Zwin' (BE2500001). 
De Hoge Blekker, de duin die zijn naam gaf aan het domein, is de hoogste duinrug (33 m) aan de Vlaamse kust. Blekker of Blinkaart is de volkse benaming voor onbegroeide duinheuvel die het zonlicht weerkaatst (blekken of blinken).
Aan de oorsprong van de Hoge Blekker en het aansluitende duinmassief liggen paraboolduinen die zich tussen de 16e en 19e eeuw vormden. Karakteristiek voor deze duinen is de hoefijzervorm waarvan de armen de overheersende windrichting aangeven. De hoge paraboolduinen worden van elkaar gescheiden door laaggelegen pannen. Veel van die pannen werden omstreeks het midden van de 19e eeuw in cultuur gebracht. Op de duinakkertjes verbouwde men kleinschalig onder meer rogge, haver en aardappelen. Voor het bemesten van de schrale bodem gebruikte men zeevette, een mengsel van visafval en beer. Om de akkers tegen overstuiving te beschermen werden de stuivende flanken van de duinen volgens een dambordpatroon beplant met rijen takkenbussels.
Dit zogenaamd rijshout bestond oorspronkelijk uit gekapte duindoorn, later werd vooral snoeihout van de cultuurpopulier gebruikt. De tussenliggende zones werden bepoot met helmgras. Deze grassoort bezit het vermogen om bij overstuiving via verticale uitlopers van zijn wortels boven op het nieuw aangevoerde zand nieuwe planten te ontwikkelen. Door dit proces gingen veel duinen fors aan hoogte winnen.
Vandaag de dag (2004) heeft de Hoge Blekker het uitzicht van een stuifduin met schaars verspreide helmgraspollen. Plaatselijk wisselen deze stuifduinplekken af met struweel (struikenbos) bestaande uit duindoorn, wilde liguster, gewone vlier, eenstijlige meidoorn en sleedoorn. Op andere plaatsen domineert een open begroeiing van helm en andere begeleidende soorten zoals duinzwenkgras.
In halfstuivend helmduin komen ook een aantal specifieke zwamsoorten voor waaronder de duinfranjehoed die vegeteert op afgestorven helmgraspollen.
Een karakteristieke vogel in dit gebied is de kuifleeuwerik. Deze vogel houdt zich bij voorkeur op in schaars begroeide, zandige terreinen die door de mens sterk worden beïnvloed. De hoogste broeddichtheden van deze cultuurvolger komen dan ook voor in kustduinen die aansluiten bij de bebouwing.
Het natuurreservaat is het ganse jaar door open voor wandelaars op de paden. Voor ruiters is er een afzonderlijk traject voorzien.